# 约翰·巴伯
约翰·巴伯（英語：John Barber，1927年6月27日—），美国NBA联盟前职业篮球运动员。